# 京丹後コミュニティ放送

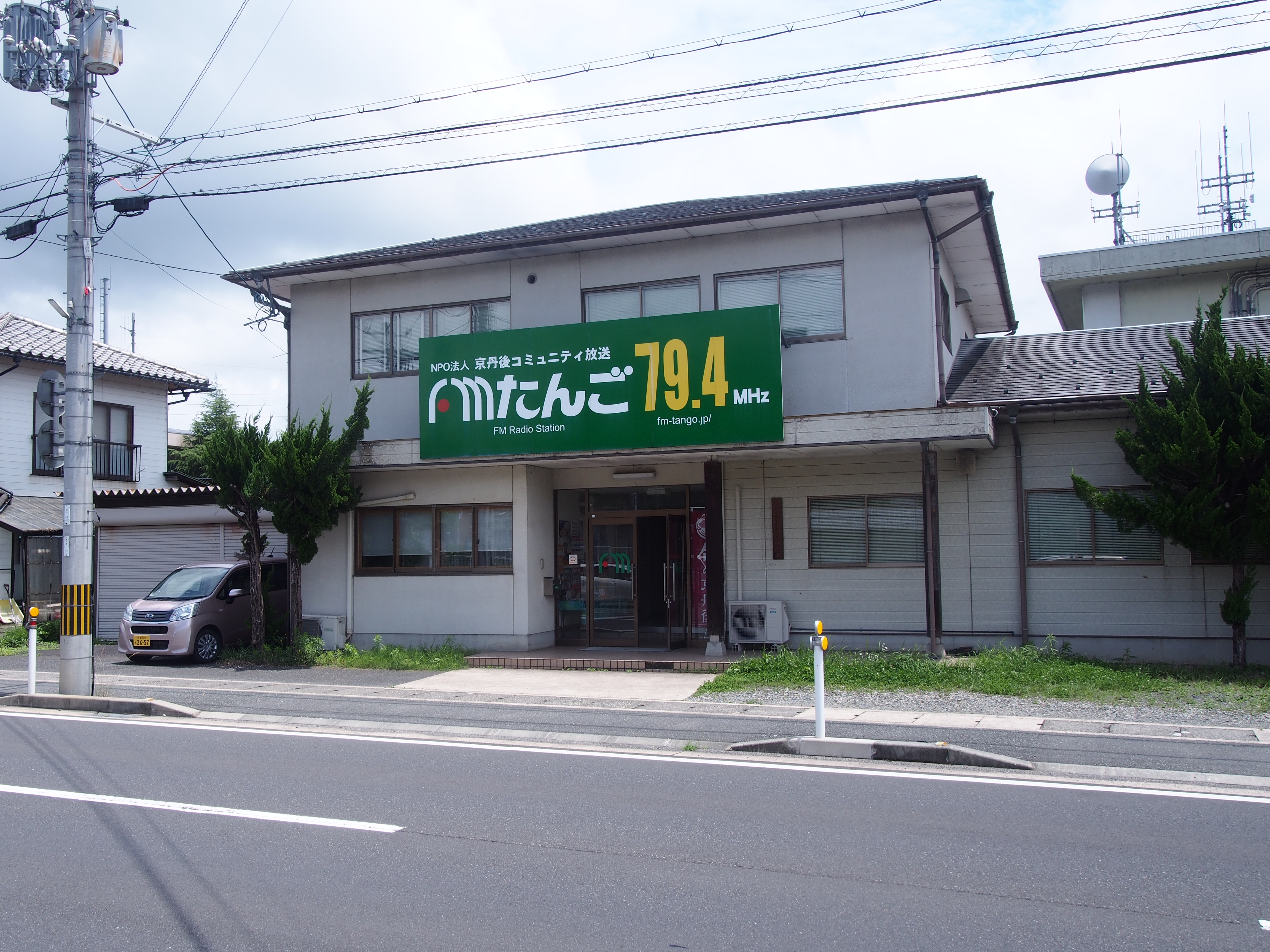
FMたんご（2019年7月）

特定非営利活動法人京丹後コミュニティ放送（きょうたんごコミュニティほうそう）は、京都府京丹後市の一部地域を放送区域とする超短波放送（FM放送）のコミュニティ放送を行う特定地上基幹放送事業者である。愛称はFMたんご。

## 概要

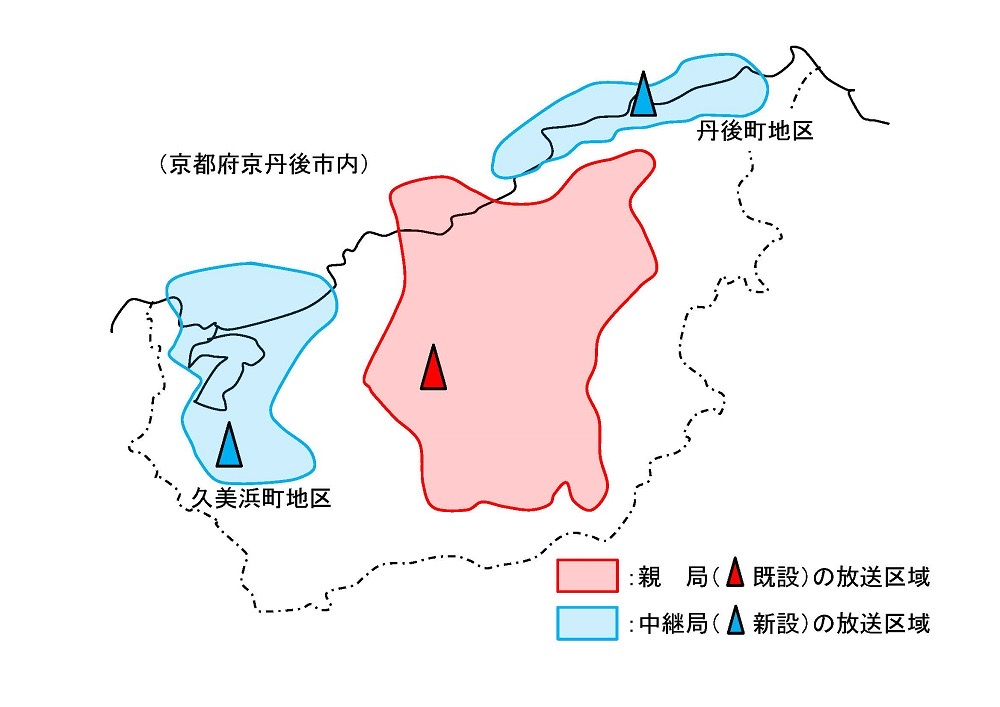
ラジオ放送が聴けるエリア

平成16年台風第23号（京都府での死者15人）を受けた防災意識の高まりにより設立された。
放送開始当初は京丹後市のうち、旧久美浜町と旧丹後町の各一部を除く79.9%の世帯をカバーしていたが、前出の両地域にも中継局が設置され86.0%までカバーされることになり、2023年（令和5年）6月1日の開局記念日に合わせて、放送エリアが拡大された。
また2009年（平成21年）12月に開局した市内ケーブルテレビ網ACTV京丹後局ではパススルー方式（同一周波数）による再送信を行っている。
開局当初から西宮コミュニティ放送（さくらFM）、京都コミュニティ放送（京都三条ラジオカフェ）など、FMたんごと共同で放送している一部の番組のみをネット配信していた。
難聴取地域解消を目的として、インターネットによるサイマル配信試験を2014年（平成26年）秋から開始し、翌年2015年（平成27年）2月2日から本配信を開始した。

## 沿革
- 2008年（平成20年）
  - 8月25日 - 特定非営利活動法人として認証[6][8]。
  - 10月1日 - 京丹後市と防災協定を締結[9]。
- 2009年（平成21年）
  - 4月16日 - 放送局（現・特定地上基幹放送局）の予備免許取得[10]。
  - 5月12日 - 試験電波発射開始。
  - 5月21日 - 放送局の免許取得[11]。
  - 5月25日 - サービス放送を開始（7:00）。5月31日までは全般がリピート放送。
  - 5月27日 - 本放送に先立って開局式が行われる[12]。
  - 6月1日 - 本放送を開始（11:00）。15:00まで4時間の開局特別番組を生放送。1曲目は最初のゲストである中山市長のリクエストで『ミルクムナリ（琉球國祭り太鼓）』であった。またこの日に合わせて公式サイトが刷新された（開局特番のお知らせはない）。6月1日は電波の日であるがあえてこの日を選んだ。
  - 8月10日 - 前日から降り続いた大雨により市内各地に避難勧告が発令され、それに伴い初めての緊急放送が行われた。
  - 10月28日 - 京都府と防災協定を締結[13]。
  - 11月8日 - 防災訓練特番を放送。市内防災訓練に併せてスタジオと訓練会場（市立鳥取小学校）を結び、特別生放送（8:55 - 11:30-JST）が行われた。
- 2011年（平成23年）3月11日 - 東北地方太平洋沖地震の発生に伴い日本海側にも津波注意報が発表されたため緊急災害放送を行う。
- 2012年（平成24年）4月22日 - 市長選・市議会議員選の投開票に伴う、開票速報特別番組を放送。
- 2014年（平成26年）11月22日 - SimulRadioによるインターネットサイマル配信の試験配信を実施。同日開催の丹後大学駅伝の模様が生放送された。
- 2015年（平成27年）2月2日 - SimulRadioによる本配信を開始[14]。
- 2022年（令和4年）7月18日 - インターネットサイマル配信のプラットフォームをListenRadio（リスラジ）に切り替え[1]。
- 2023年（令和5年）6月1日 - 開局記念日に合わせて、丹後町、久美浜町にも放送エリアが拡大された[4]。

## 主な番組
2023年6月番組改編
2023年（令和5年）6月5日に実施。

### 生放送番組
- たんご・モーニング・サンド!（月曜 - 金曜 7:00 - 9:00）
- ヘッドラインニュース
- イブニング794（月曜 - 金曜 16:30 - 17:55）
- みゅ〜じっくぱふぇらいぶ（火曜 12:00 - 13:00）
- きゃろっときゃべつのどろんこわっしょい!（火曜 - 水曜 18:00 - 19:00）
- Richland（火曜 12:00 - 13:00）
- たんごデイタイム・ウインド（火曜 13:00 - 13:30）

### その他
- The Nan Da Low - 月 9:00 - 10:00
- フォークDEナイト - 月 12:00 - 13:00
- 洋楽タイムカプセル - 月 13:00 - 13:55
- 高倉不器用雑貨店 - 月 18:00 - 19:00
- nobu3のレコード聴くかい? - 火 9:00 - 10:00
- コッチョリーナフレンズラジオ -  火 13:00 - 13:30
- ヤンブロの日々是天然色 - 火 13:30 - 13:55
- 歌謡百彩 - 水 13:30 - 13:55
- 岩崎晃のクラシック談話室 -  水 19:00 - 20:00
- みゅじっくぱふぇcatchy - 木 12:00 - 13:00
- はんぐあうと - 木 13:00 - 13:55
- タンゴでジャズ楽しもう - 木 20:00 - 21:00
- ヨッシーおまさのマーケット散歩 - 金 12:00 - 13:00
- ふりちゃんとみんなの”わ” - 金 13:00 - 13:30
- いなかもんログンロール・レディオ - 金 13:00 - 13:55
- ウィークリーたんご794 - 土 7:00 - 10:00
- HISA 海の京都物語 - 土 12:30 - 13:00
- 丹後七姫nanakushiラジオ - 土 ・日 10:00 - 10:05
- 朗読の小箱 - 日 20:30 - 21:00

### 他局番組
- さくらFM音楽室 - 金 20:00 - 21:00（さくらFM制作）
- TIME TRAVELER - 土 18:00 - 19:00（FMよみたん制作）

### 現在休止している番組
- music entertainment ラジP!（火曜 - 水曜、18:00 - 19:00 他） - 2020年（令和2年）6月をもって休止[16]。

### 過去に放送していた番組
- 翼の京丹後ミュージックハーモニー（月曜 9:00 - 10:00）
- ラジオ蟹式（火曜 20:00 - 21:00）
- たんぽぽの気分でおしゃべり（水曜、土曜 14:00 - 15:00）
- 丹後さんきょうだい（金曜 14:00 - 15:00）
- みほちゃこ794（土曜 8:00 - 8:30）
- 絵本の広場（土曜・日曜　10:00 - 10:30）
- K's Factory（隔週土曜　17:00 - 18:00）

## 放送時間
24時間放送は実施していない。
放送時間外でも災害などで緊急放送が行われることがある。また、台風接近時には終夜放送を行うことがある。
2009年8月から平日に保育園児らによる時報コール（正午と16時）が行われている。
2011年までは毎年7月30日は網野町の水無月祭実況中継のため、花火大会終了まで放送時間が延長されていたが、2012年以降は放送していない。
2019年（令和元年）6月3日 -
2019年6月番組改編により、放送開始時間が1時間前倒しとなり、6:00 - 21:00になった。
開局当初 - 2019年（令和元年）6月2日
2009年6月当時の放送時間は7:00 - 21:00（6:30 - 6:58と21:02 - 21:30はインターバル・シグナルが流れる）。

## パーソナリティー
- 宮川優（たんごモーニングサンド!、ノスタルミュージック1300）
- たんぽぽ（たんぽぽの気分でおしゃべり）
- ふりちゃん（絵本の広場、丹後さんきょうだい）
- 大江美帆子(み帆）（みゅ〜じっくぱふぇ、イブニング794）
- 岩崎晃（岩崎晃のクラシック談話室）
- 李虎（Rico）（Ricoland、イブニング794(月)）

## 放送事故
- 2009年12月4日 - 通信障害が発生。未明（0:12 - JST）の落雷事故により通信回線及び通信機器にトラブルが発生した為、インターバル・シグナルによる告知放送に切り替えられた。同日17:30に復旧し、18時より通常放送に戻った。
- 2010年12月29日 - 2度目の通信障害が発生。未明に峰山町西山地区周辺に落雷があり通信機器に障害が発生した為、終日告知放送に切り替えられた。翌12月30日 8:30に復旧し、9:00より通常放送に戻った。
- 2010年12月31日 - 8:07に落雷により送信所にトラブルが発生。2011年1月3日14時の放送再開までおよそ4日間無変調（電波は出ているが音声は流れない）状態となった。このために12月31日 21:00 - 24:10に放送予定していた年越し特番「FMたんご大みそかスペシャル ありがとう京丹後2010」が休止となった。
- 2012年1月26日 - 送信所のトラブルにより午前11:50から、放送を中断。無変調状態。翌1月27日、14:00に通常放送を再開した。